# Приселье (Ярцевский район)
Приселье — деревня в Ярцевском районе Смоленской области России. Входит в состав Зайцевского сельского поселения. Население — 8 жителей (2007 год). 
Расположена в северной части области в 8 км к северу от Ярцева, в 7 км севернее автодороги М1 «Беларусь», на берегу реки Вопь. В 10 км южнее деревни расположена железнодорожная станция Милохово на линии Москва — Минск. 

## История
В годы Великой Отечественной войны деревня была оккупирована гитлеровскими войсками в июле 1941 года, освобождена в сентябре 1943 года.